# Neue Bremm
Neue Bremm (alemany: Gedenkstätte Gestapo-Lager Neue Bremm) va ser un camp de treball nazi a Saarbrücken, creat el 1943 per la Gestapo sense supervisió d'altres organismes. Va ser dissenyat per anorrear persones preses que no estaven destinades a una mort immediata. Alguns presoners van ser retinguts només unes setmanes, d'altres força més. Tant homes com dones hi van ser emprats en treball esclau. Els que van sobreviure a la inanició van ser enviats a altres camps de concentració nazis com Buchenwald. Aproximadament 20.000 persones hi foren deportades. Tot i això, encara es desconeix el nombre total de víctimes. Constanza Martínez Prieto, qui, anys després, va ser presidenta d'Amical de Mauthausen, va ser una de les supervivents del camp.
Els camps de treball de trasllat com Neue Bremm es van anomenar Straflager. Són coneguts els recomptes a l'appellplatz d'entre 6 i 8 hores al dia, a més de l'escassa alimentació, la privació de son i els mateixos càstigs corporals que a tots els camps de concentració.
| «                                           | Al despatx proper a l'entrada, on ens feien passar una a una, començà el saqueig. Els SS, mascles i femelles, es disputaven les peces de roba, els joiells, les pells, els porta-monedes de les presoneres i, platxeriosos, bestials, enmig de grolleres riallades mastegaven descaradament el contingut dels esbudellats paquets de la Creu Roja, que tan pomposament ens havien lliurat a la vetlla. | » |
| — Mercè Nuñez Targa, El carretó dels gossos | |   |